# Follie di New York
Follie di New York (My Gal Sal) è un film del 1942 prodotto negli Stati Uniti e diretto da Irving Cummings.
Il soggetto è tratto dal libro My Brother Paul di Theodore Dreiser.

## Trama
Il compositore Paul ama Sally.

## Premi e nomination
Premi Oscar 1943
- migliore scenografia - colore per Richard Day, Joseph C. Wright e Thomas Little
- Nomination migliore colonna sonora - film musicale per Alfred Newman